# Dawuhan (Purwoasri)
Dawuhan is een bestuurslaag in het regentschap Kediri van de provincie Oost-Java, Indonesië. Dawuhan telt 1685 inwoners (volkstelling 2010).